# Au cœur de la tempête (film)
Pour les articles homonymes, voir Au cœur de la tempête et La Tempête.
Pour plus de détails, voir Fiche technique et Distribution.
Au cœur de la tempête (Storm Center) est un film américain réalisé par Daniel Taradash, sorti en 1956.

## Synopsis
Alicia Hull, bibliothécaire d'une petite communauté, est renvoyée de ses fonctions parce qu'au nom de la liberté d'expression elle refuse de retirer un livre de ses rayons. Elle devient alors la cible des habitants qui l'accusent d'être une sympathisante communiste.

## Fiche technique
- Titre original : Storm Center
- Titre français : Au cœur de la tempête
- Réalisation : Daniel Taradash
- Scénario : Elick Moll et Daniel Taradash
- Direction artistique : Cary Odell
- Décorateur de plateau : Frank Tuttle
- Photographie : Burnett Guffey
- Montage : William A. Lyon
- Musique : George Duning
- Production : Julian Blaustein
- Société de production : Julian Blaustein Productions Ltd.
- Société de distribution : Columbia Pictures
- Pays d'origine :  États-Unis
- Langue originale : anglais
- Format : Noir et blanc - Son : Mono
- Genre : Drame
- Durée : 85 minutes
- Date de sortie :
  - États-Unis : 31 juillet 1956

## Distribution
- Bette Davis : Alicia Hull
- Brian Keith : Paul Duncan
- Kim Hunter : Martha Lockridge
- Paul Kelly : Juge Robert Ellerbe
- Joe Mantell : George Slater
- Kevin Coughlin : Freddie Slater
- Sally Brophy : Laura Slater
- Howard Wierum : Mayor Levering
- Curtis Cooksey : Stacey Martin
- Michael Raffetto : Edgar Greenbaum
- Joseph Kearns : M. Morrisey
- Edward Platt : Révérand Wilson
- Kathryn Grant : Hazel Levering
- Howard Wendell : Sénateur Bascomb